# Голяма-Бара
Голяма-Бара (болг. Голяма бара) — село в Болгарии. Находится в Кырджалийской области, входит в общину Кырджали. Население составляет 53 человека.

## Политическая ситуация
В местном кметстве Голяма-Бара, в состав которого входит Голяма-Бара, должность кмета (старосты) исполняет Мустафа  Осман Мустафа (Движение за права и свободы (ДПС)) по результатам выборов.
Кмет (мэр) общины Кырджали — Хасан Азис (Движение за права и свободы (ДПС)) по результатам выборов.